# Morten Langager
Morten Langager (født 24. marts 1971), direktionsmedlem og direktør fra Politik,  Analyse & Kommunikation i Dansk Erhverv, er uddannet journalist fra Danmarks Journalisthøjskole og har desuden en bachelorgrad i samfundsvidenskab fra Roskilde Universitet.  
Morten Langager har bred erfaring inden for journalistisk, kommunikation, erhvervsliv, foreningsliv og politik. Morten Langager arbejdede først i en årrække som journalist på Dagens Medicin, De 3 Stiftstidender & JyskeVestkysten samt Morgenavisen Jyllands-Posten. Fra 2001 til foråret 2010 var han kommunikationschef og særlig rådgiver i først Justitsministeriet, siden Økonomi- og Erhvervsministeriet og Udenrigsministeriet. Morten Langager var anset som en af regeringens tungeste og dygtigste rådgivere, og der var bred respekt om hans arbejde.   
I foråret 2010 takkede han ja til jobbet som direktør for kommunikation og marketing i Danmarks største it-virksomhed, KMD. I KMD havde Morten Langager ansvaret for bl.a. kommunikation, marketing, public affairs, CSR og KMD Analyse. Siden blev Morten Langager adm. direktør i brancheorganisationen Danske Medier, hvor han bl.a. har stået i spidsen for en række nye eksterne indsatser, herunder en historisk stor kampagne for de journalistisk redigerede medier i Danmark, med 220 medvirkende medietitler som fælles afsender. Med kampagnen "Flere sider" ønskede Danske Medier at sætte fokus på mediernes betydning i et demokratisk samfund. 7. maj afholdte Danske Medier for første Mediernes Årsdag, hvor 250 mediechefer fra hele landet deltog.  
Morten Langager er i dag  direktionsmedlem og direktør fra Politik, Analyse & Kommunikation i Dansk Erhverv.  
Bestyrelsesarbejde
Morten Langager blev i 2014 valgt til bestyrelsen i Dansk Erhverv, hvor han i en periode også var en af to næstformænd. Han blev tillige i 2014 valgt til bestyrelsen i IT Branchen, hvor han i en periode var medlem af foreningens forretningsudvalg.   